# Стефан Владислав II
Стефан Владислав II (Владислав II) (ок. 1270—1325) — король Срема (1316—1325), претендент на сербский престол.

## Биография
Представитель сербской династии Неманичей. Старший сын Стефана Драгутина (до 1253 — 1316), короля Сербии (1276—1282) и Срема (1282—1316), и Екатерины Венгерской (ок. 1256 — 1314), дочери короля Венгрии Иштвана V.
В 1292 году во время гражданской войны в Венгрии Стефан Владислав получил во владение провинцию Славонию от титулярного короля Венгрии Карла Мартелла Анжуйского, который не контролировал Славонию.
Его отец Стефан Драгутин в 1282 году отказался от королевского трона в пользу своего младшего брата Стефана Милутина. После смерти последнего короля Венгрии из династии Арпадов — Андраша III (1301) Стефан Владислав был одним из претендентом на венгерский трон через свою мать.
В 1314 году Стефан Драгутин отрёкся от трона в пользу сына. В 1316 году после смерти своего отца Стефана Драгутина король Сербии Стефан Милутин захватил все принадлежавшие брату земли, а Владислава заточил в темницу.
В 1321 году после смерти Стефана Милутина его племянник Стефан Владислав бежал из тюрьмы и при поддержке венгров и боснийцев вернул себе отцовский домен (Срем), заявив претензии на королевский престол Сербии.
Царь Болгарии Михаил III Шишман, конфликтовавший с новым королём Сербии Стефаном Дечанским, двоюродным братом Стефана Владислава, стал поддерживал короля Срема как законного монарха всей Сербии, но этой поддержки было недостаточно.
После нескольких лет борьбы со Стефаном Дечанским Стефан Владислав потерпел поражение и в 1324 году бежал в Венгрию. После этого боснийский бан Степан Котроманич захватил Усору и Соли, а Стефан Дечанский и Карл Роберт поделили Мачву.
Владислав был женат на Констанце Морозини.